# Quiévy
Quiévy est une commune française située dans le département du Nord (59), en région Hauts-de-France.
Ses habitants sont appelés les Esquévins.

## Géographie

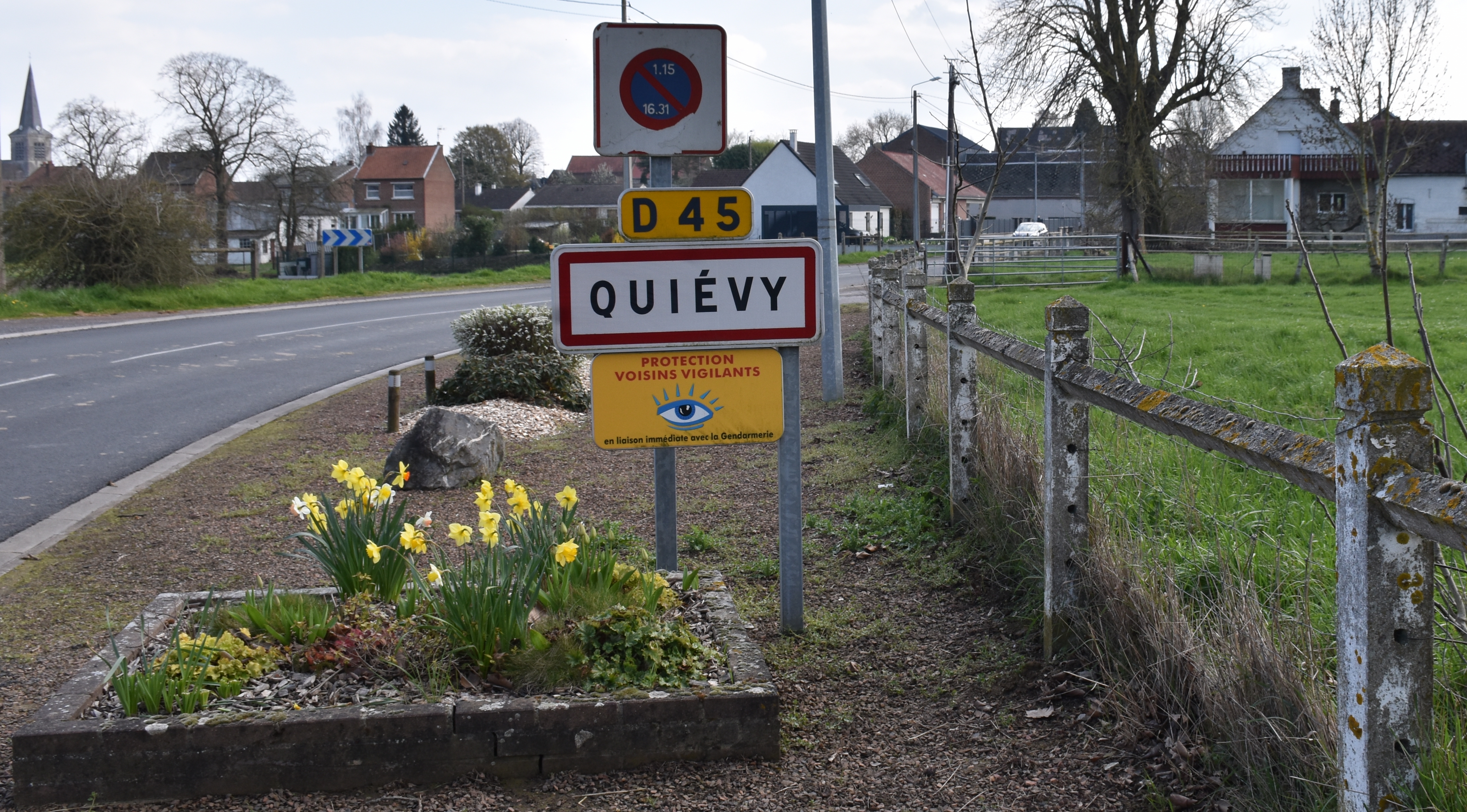
Une entrée de la commune.

### Localisation

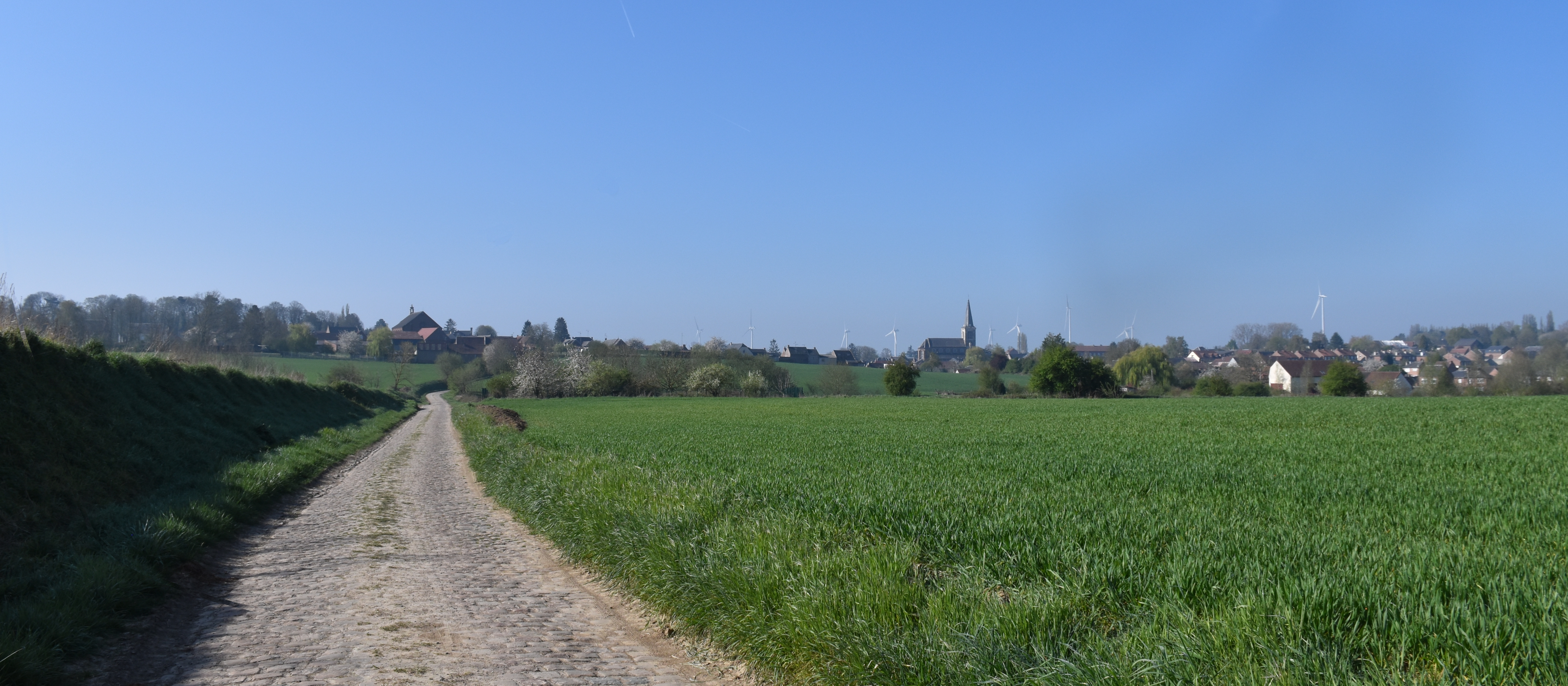
Panorama du village depuis le secteur pavé de Troisvilles à Quiévy.

Le village est situé dans le sud du département du Nord, à 5,3 km au sud-ouest de Solesmes à vol d'oiseau, à 5,1 km au nord de Caudry, à 10,4 km au nord-est du Cateau-Cambrésis et à 13,5 km à l'est de Cambrai, le chef-lieu d'arrondissement. Lille, la capitale régionale, est à 58 km,.

### Communes limitrophes
|           | Saint-Hilaire-lez-Cambrai | Solesmes |
| Bévillers | Quiévy                    | Viesly   |
| Caudry    | Béthencourt               |          |

### Topographie

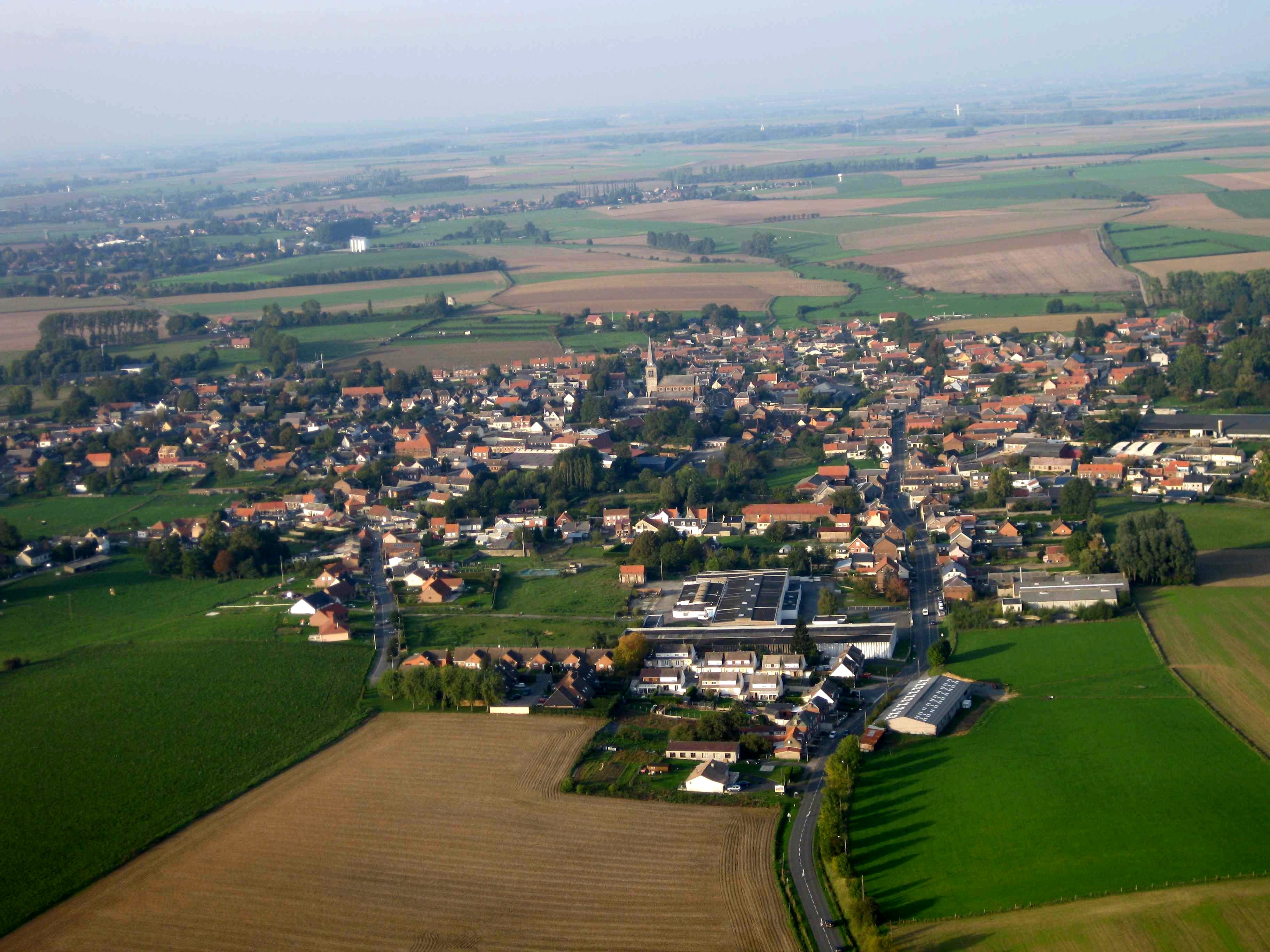
Vue aérienne du village.

Le territoire communal s'étend sur 664,75 hectares.
Sur la place du Général de Gaulle, Quiévy se trouve à une altitude de 84,10 m alors qu'un point géodésique nous indique 107 mètres à la sortie du pays vers Béthencourt, à la hauteur du hameau d'Aulicourt.

### Voies de communication et transports
Les communications vers l'extérieur se font par la route C113 vers Solesmes à l'Est et vers Bévillers-Cambrai à l'Ouest. La Départementale 45 permet de gagner à un peu moins de 4 km au Sud, l'entrée de la ville de Caudry ainsi que la Nationale 39 reliant le littoral à l'Est de la France. Au Nord, la route de Saint-Hilaire permet de se diriger vers Denain.

### Hydrographie

#### Réseau hydrographique
La commune est située dans le bassin Artois-Picardie. Elle est drainée par l'Erclin et la Quiévy,,.
Le sous-sol est essentiellement calcaire. Il est constitué par des limons quaternaires dont l'épaisseur varie entre 0,30 m et 8 m reposant sur un soubassement calcaire en couches presque horizontales, avec ondulations de faible amplitude. Chaque couche de 2 mètres environ est constituée de craie noduleuse, fissurée ou craie blanche. Ces caractéristiques du sous-sol conditionnent la valeur culturale des terres qui, bien que compactes en raison de leur nature argileuse, sont pourtant sans excès d'eau.
L'Erclin, d'une longueur de 34 km, prend sa source dans la commune de Maurois et se jette  dans l'Escaut canalisée à Thun-Saint-Martin, après avoir traversé 16 communes.

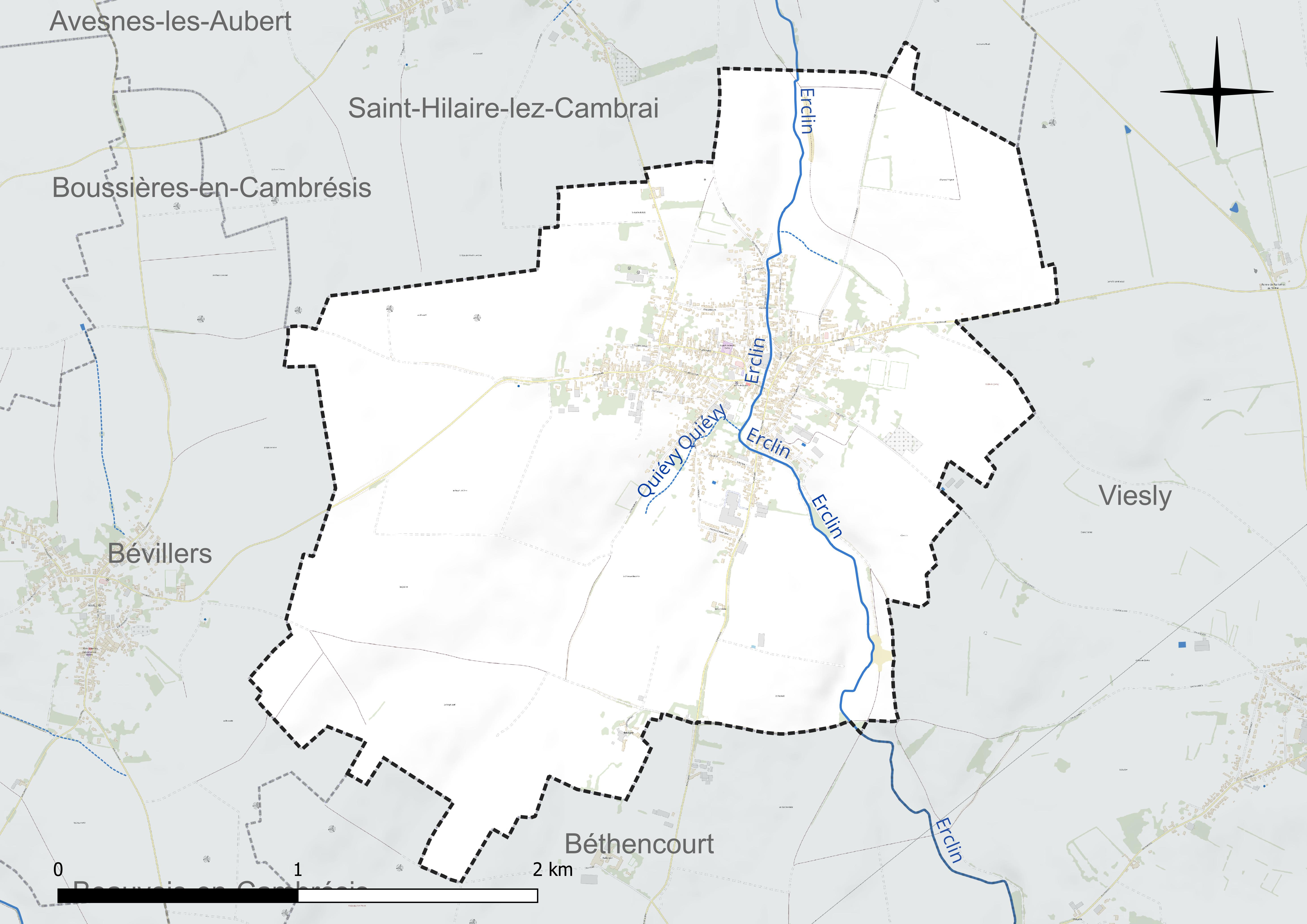
Réseau hydrographique de Quiévy.

#### Gestion et qualité des eaux
Le territoire communal est couvert par le schéma d'aménagement et de gestion des eaux (SAGE) « Escaut ». Ce document de planification concerne un territoire de 2 005 km2 de superficie, délimité par le bassin versant de l'Escaut. Le périmètre a été arrêté le 9 juin 2006 et le SAGE proprement dit a été approuvé le 13 juillet 2021. La structure porteuse de l'élaboration et de la mise en œuvre est le syndicat mixte Escaut et Affluents (SyMEA).
La qualité des cours d'eau peut être consultée sur un site dédié géré par les agences de l'eau et l'Agence française pour la biodiversité.

### Climat
Pour des articles plus généraux, voir Climat des Hauts-de-France et Climat du Nord.
En 2010, le climat de la commune est de type climat océanique dégradé des plaines du Centre et du Nord, selon une étude du CNRS s'appuyant sur une série de données couvrant la période 1971-2000. En 2020, Météo-France publie une typologie des climats de la France métropolitaine dans laquelle la commune est dans une zone de transition entre le climat océanique et le climat océanique altéré et est dans la région climatique  Nord-est du bassin Parisien, caractérisée par un ensoleillement médiocre, une pluviométrie moyenne régulièrement répartie au cours de l'année et un hiver froid (3 °C).
Pour la période 1971-2000, la température annuelle moyenne est de 10,2 °C, avec une amplitude thermique annuelle de 14,8 °C. Le cumul annuel moyen de précipitations est de 743 mm, avec 12,3 jours de précipitations en janvier et 9,3 jours en juillet. Pour la période 1991-2020, la température moyenne annuelle observée sur la station météorologique la plus proche, située sur la commune de Valenciennes à 22 km à vol d'oiseau, est de 11,0 °C et le cumul annuel moyen de précipitations est de 694,1 mm,. Pour l'avenir, les paramètres climatiques de la commune estimés pour 2050 selon différents scénarios d'émission de gaz à effet de serre sont consultables sur un site dédié publié par Météo-France en novembre 2022.

## Urbanisme

### Typologie
Au 1er janvier 2024, Quiévy est catégorisée petite ville, selon la nouvelle grille communale de densité à sept niveaux définie par l'Insee en 2022.
Elle est située hors unité urbaine. Par ailleurs la commune fait partie de l'aire d'attraction de Caudry, dont elle est une commune de la couronne,. Cette aire, qui regroupe 17 communes, est catégorisée dans les aires de moins de 50 000 habitants,.

### Occupation des sols
L'occupation des sols de la commune, telle qu'elle ressort de la base de données européenne d'occupation biophysique des sols Corine Land Cover (CLC), est marquée par l'importance des territoires agricoles (86,5 % en 2018), en diminution par rapport à 1990 (87,5 %). La répartition détaillée en 2018 est la suivante : 
terres arables (86,5 %), zones urbanisées (13,5 %). L'évolution de l'occupation des sols de la commune et de ses infrastructures peut être observée sur les différentes représentations cartographiques du territoire : la carte de Cassini (XVIIIe siècle), la carte d'état-major (1820-1866) et les cartes ou photos aériennes de l'IGN pour la période actuelle (1950 à aujourd'hui).

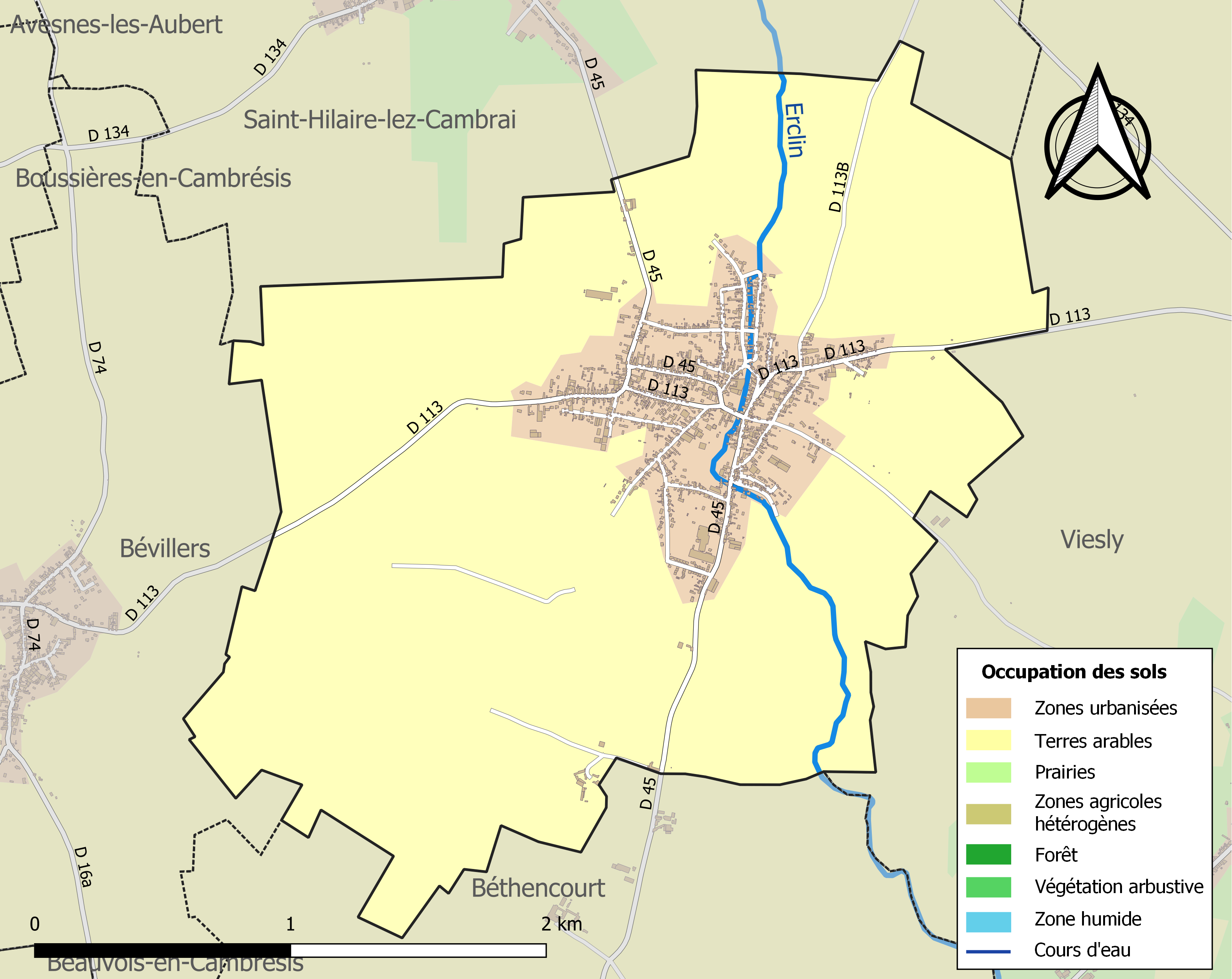
Carte des infrastructures et de l'occupation des sols de la commune en 2018 (CLC).

## Toponymie
On trouve le lieu mentionné au long du XIe au XIVe siècle sous les noms Kievi, Chevi, Kevi, Kievig, Keviacum, Kieuvig ou Kievy. Boniface le fait dériver du latin « cava » (cave, creux, cavité) et « vicus » (village) ou du celte « kavia » (caverne). Quiévy serait donc « Le village du creux ».

## Histoire

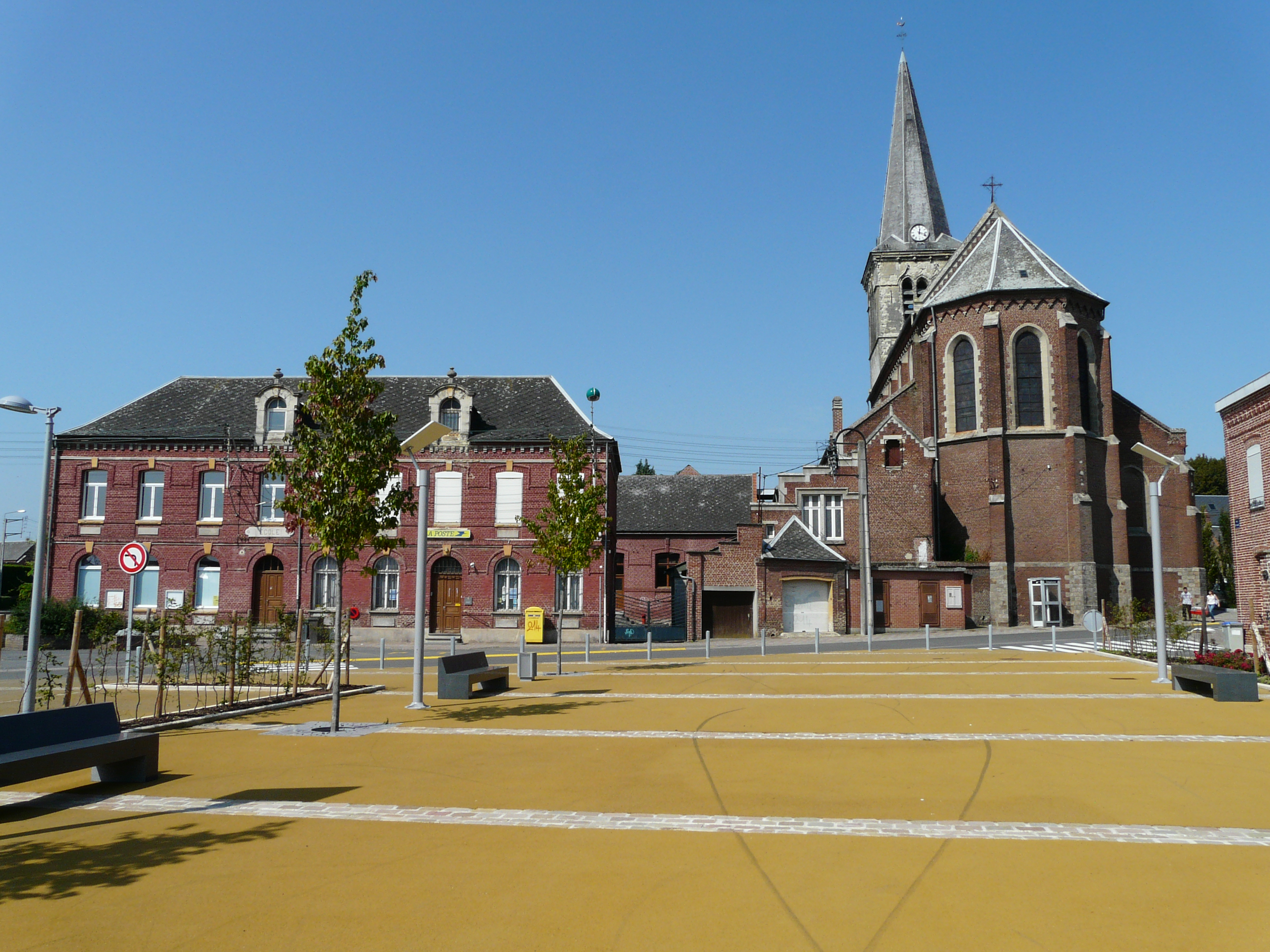
La place Besin au centre du village.

Des indices permettant d'attester la présence de l'homme dès l'an 500 000 avant notre ère ont été décelés sur la commune.
Zacharie-Vincent-Joseph Obert (1746-1821), écuyer, seigneur de Montreuil, Beauregard, devient seigneur de Quiévy par achat en 1770. Fils d'Henri-Hyacinthe Obert, écuyer, seigneur de Rosuelle, et de Marie-Ursule-Joseph de Boudry, il nait à Mons le 24 novembre 1746.Il devient membre de l'État noble de Hainaut par réception du 17 décembre 1771, chevalier de la noble et souveraine cour de Mons le 28 avril 1774, est reconnu noble avec le titre de vicomte par Guillaume Ier  le 24 décembre 1816, meurt en 1821, à l'âge de 75 ans. Il épouse à Thoricourt le 26 juillet 1774 Isabelle-Françoise-Catherine de la Marlière (1744-1827), fille de Charles-François et de Marie-Thérèse Pascal. L'épouse nait à Gand le 8 avril 1744 et meurt à Mons le 9 janvier 1827, à 82 ans.
Martel-Daniel-Henri-Vincent Obert, vicomte Obert de Quiévy, (1783-1866), nait à Mons le 13 juillet 1783 et meurt à Wambrechies le 25 septembre 1866, à l'âge de 83 ans. Fils de Zacharie-Vincent-Joseph, il achète en 1810 le château de Wambrechies, lequel portera ensuite le nom de Robersart, il est naturalisé Français le 19 juin 1822, confirmé dans son titre de vicomte par Louis XVIII le 11 janvier 1823, fait chevalier de la Légion d'honneur et devient maire de Wambrechies de 1813 à 1832 et de 1846 à 1866. Il se marie à Nouvelles le 25 mai 1811 avec Alexandrine-Joséphine Robert de Robersart, fille de Simon-Joseph, comte de Robersart et seigneur de Choisy, et de Marie-Joseph-Philippine de Sart de Molembaix. L'épouse nait à Mons le 9 janvier 1778 et meurt à Wambrechies le 27 novembre 1854, à 76 ans, sans enfants.
Sous le Premier Empire, il existe trois oratoires du culte protestant dans le département du Nord, un à Lille, un à Quiévy, un à Walincourt; chacun d'eux est dirigé par un pasteur, le nombre de protestants dans le département, recensé en l'an 13 (1804) s'élève à 2631. Les chefs de famille protestantes composent les oratoires de Quievy et Walincourt et se réunissent périodiquement en sous-préfecture à Cambrai pour élire les 12 membres du consistoire de chacun des oratoires et leur ministre, qui assure la fonction dans les deux communes.

## Héraldique
|  | Les armes de Quiévy se blasonnent ainsi : « Coupé : au 1, d'azur à une croix de calvaire d'or, entrelacée d'une couronne d'épines du même ; au 2, de gueules à trois fleurs de lis d'or. » |

## Politique et administration

### Liste des maires
Maire de 1802 à 1807 : Pierre Jos. Canonne,.

### Tendances politiques et résultats
Les consultations électorales récentes à Quiévy montrent une préférence partisane pour la gauche.
Au premier tour de l'élection présidentielle de 2012, les quatre candidats arrivés en tête à Quiévy sont François Hollande (PS, 28,58 %), Marine Le Pen (FN, 26,23 %), Nicolas Sarkozy (UMP, 20,15 %) et Jean-Luc Mélenchon (Front de gauche, 14,25 %) avec un taux de participation de 80,61 %. Au deuxième tour François Hollande arrive en tête avec 58,20 % des voix, pour un taux de participation de 80,97 %.
Au deuxième tour des élections régionales de 2010, 54,37 % des suffrages exprimés sont allés à la liste conduite par Daniel Percheron (PS), 22,81 % à celle de Valérie Létard (UMP), et 22,81 % à la liste FN de Marine Le Pen, pour un taux de participation de 48,92 %.
Aux élections européennes de 2009, les deux meilleurs scores à Quiévy étaient ceux de la liste du Parti socialiste conduite par Gilles Pargneaux, qui a obtenu 129 suffrages soit 28,10 % des suffrages exprimés (département du Nord 19,55 %), et de la liste de la majorité présidentielle conduite par Dominique Riquet, qui a obtenu 106 suffrages soit 23,09 % des suffrages exprimés (département du Nord 24,57 %) pour un taux de participation de 33,83 %.
Au deuxième tour de l'élection présidentielle de 2007, 49,06 % des électeurs ont voté pour Nicolas Sarkozy (UMP), et 50,94 % pour Ségolène Royal (PS), avec un taux de participation de 83,07 %.
Au deuxième tour des élections législatives de 2007, 47,83 % des électeurs de Quiévy ont voté pour Marie-Sophie Lesne (UMP) (47,22 % dans la 22e circonscription du Nord), 52,17 % pour Christian Bataille (PS) (52,78 % dans la circonscription), avec un taux de participation de 65 % à Quiévy et de 63,90 % dans la circonscription.

### Instances judiciaires et administratives
La commune de Quiévy est dans le ressort de la cour d'appel de Douai, du tribunal d'instance, du tribunal de grande instance, du tribunal pour enfants et du conseil de prud'hommes de Cambrai, du tribunal de commerce de Douai, du tribunal administratif de Lille et de la cour administrative d'appel de Douai.

## Population et société

### Démographie

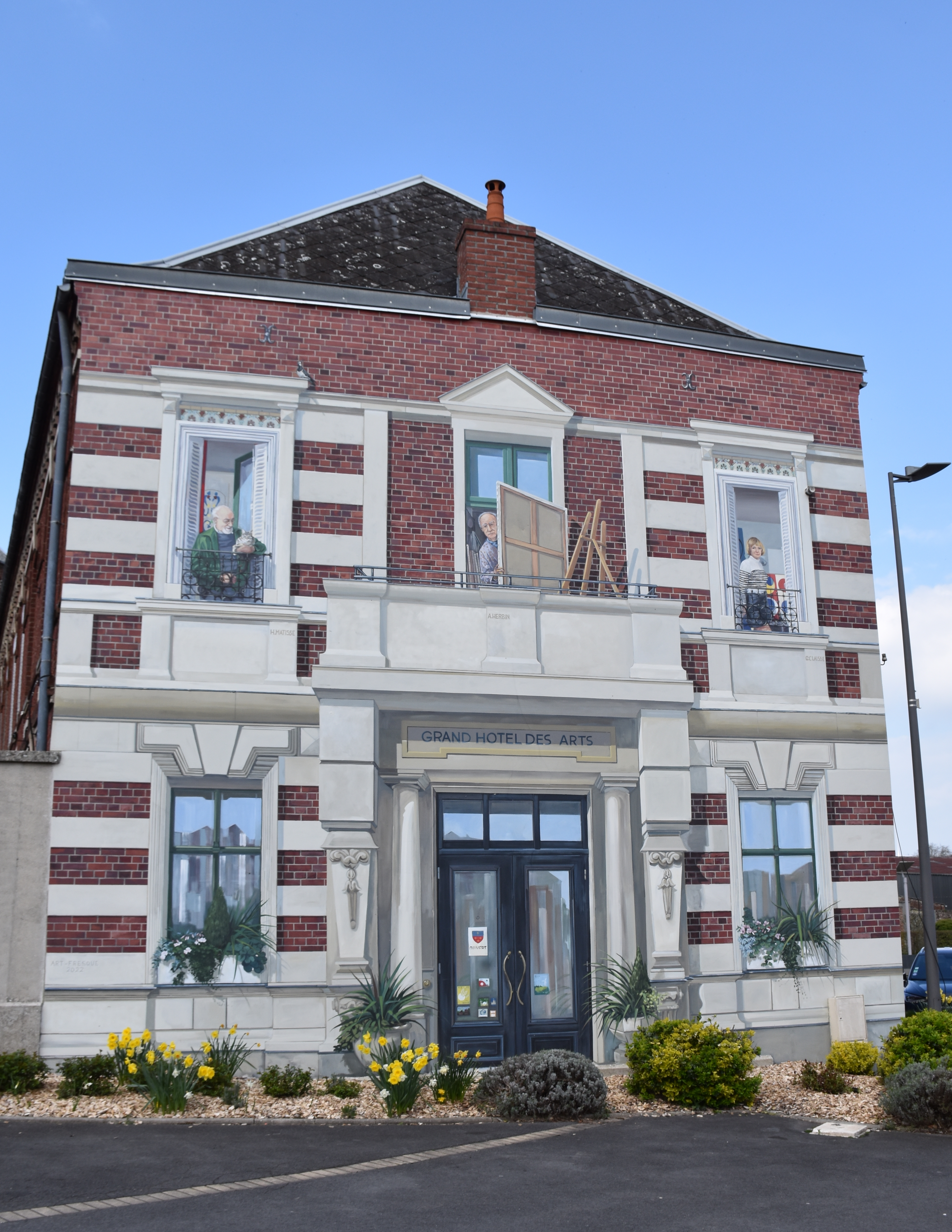
Trompe-l'oeil sur le pignon de l'école: Le Grand Hôtel des Arts.

#### Évolution démographique
L'évolution du nombre d'habitants est connue à travers les recensements de la population effectués dans la commune depuis 1793. Pour les communes de moins de 10 000 habitants, une enquête de recensement portant sur toute la population est réalisée tous les cinq ans, les populations de référence des années intermédiaires étant quant à elles estimées par interpolation ou extrapolation. Pour la commune, le premier recensement exhaustif entrant dans le cadre du nouveau dispositif a été réalisé en 2006.

En 2022, la commune comptait 1 800 habitants, en évolution de +1,98 % par rapport à 2016 (Nord : +0,51 %, France hors Mayotte : +2,11 %).
| 1793  | 1800  | 1806  | 1821  | 1831  | 1836  | 1841  | 1846  | 1851  |
| ----- | ----- | ----- | ----- | ----- | ----- | ----- | ----- | ----- |
| 1 650 | 1 682 | 1 805 | 2 083 | 2 516 | 2 611 | 2 769 | 2 917 | 2 785 |

| 1856  | 1861  | 1866  | 1872  | 1876  | 1881  | 1886  | 1891  | 1896  |
| ----- | ----- | ----- | ----- | ----- | ----- | ----- | ----- | ----- |
| 3 048 | 3 374 | 3 578 | 3 645 | 3 517 | 3 210 | 3 328 | 3 300 | 3 317 |

| 1901  | 1906  | 1911  | 1921  | 1926  | 1931  | 1936  | 1946  | 1954  |
| ----- | ----- | ----- | ----- | ----- | ----- | ----- | ----- | ----- |
| 3 206 | 3 216 | 3 220 | 2 753 | 2 832 | 2 770 | 2 574 | 2 441 | 2 502 |

| 1962  | 1968  | 1975  | 1982  | 1990  | 1999  | 2006  | 2011  | 2016  |
| ----- | ----- | ----- | ----- | ----- | ----- | ----- | ----- | ----- |
| 2 534 | 2 469 | 2 297 | 2 082 | 1 848 | 1 731 | 1 700 | 1 763 | 1 765 |

| 2021  | 2022  | - | - | - | - | - | - | - |
| ----- | ----- | - | - | - | - | - | - | - |
| 1 801 | 1 800 | - | - | - | - | - | - | - |

Au cours des siècles, la population de la commune a eu tendance à augmenter, mais de nombreuses périodes de stagnation ou de régression ont été enregistrées par suite de calamités diverses (peste, choléra, famines, guerres, invasions multiples, les armées se ravitaillant toujours sur le terrain), des conditions d'hygiène et des conditions générales de vie.
Les premières données démographiques ne remontent guère au-delà du XVIIe siècle. À cette époque, la population totale du village pouvait être évaluée à 500 ou 600 habitants. Cette estimation est basée sur les relevés moyens suivants:
- Les registres paroissiaux qui stipulent que d'avril 1606 au 31 octobre 1661, 927 enfants furent baptisés dans l'église de Quiévy, ce qui représente une moyenne annuelle de 17 baptêmes.
- Vers 1730, une moyenne annuelle de six mariages et de 30 naissances a été enregistrée.

Par contre, les données démographiques du début du XIXe siècle, par leur ampleur et leur précision, nous permettent de voir que l'espérance de vie moyenne d'une personne était, les deux sexes confondus, de 43 ans.

#### Pyramide des âges
La population de la commune est relativement jeune.
En 2018, le taux de personnes d'un âge inférieur à 30 ans s'élève à 35,4 %, soit en dessous de la moyenne départementale (39,5 %). À l'inverse, le taux de personnes d'âge supérieur à 60 ans est de 24,6 % la même année, alors qu'il est de 22,5 % au niveau départemental.
En 2018, la commune comptait 869 hommes pour 921 femmes, soit un taux de 51,45 % de femmes, légèrement inférieur au taux départemental (51,77 %).
Les pyramides des âges de la commune et du département s'établissent comme suit.
| Hommes | Classe d’âge | Femmes |
| ------ | ------------ | ------ |
| 0,5    | 90 ou +      | 1,0    |
| 5,6    | 75-89 ans    | 10,4   |
| 15,4   | 60-74 ans    | 16,2   |
| 23,2   | 45-59 ans    | 16,9   |
| 21,5   | 30-44 ans    | 18,6   |
| 15,1   | 15-29 ans    | 15,9   |
| 18,8   | 0-14 ans     | 21,0   |

| Hommes | Classe d’âge | Femmes |
| ------ | ------------ | ------ |
| 0,5    | 90 ou +      | 1,4    |
| 5,3    | 75-89 ans    | 8,1    |
| 14,8   | 60-74 ans    | 16,2   |
| 19,1   | 45-59 ans    | 18,4   |
| 19,5   | 30-44 ans    | 18,7   |
| 20,7   | 15-29 ans    | 19,1   |
| 20,2   | 0-14 ans     | 18     |

## Lieux et monuments

### Le monument aux morts

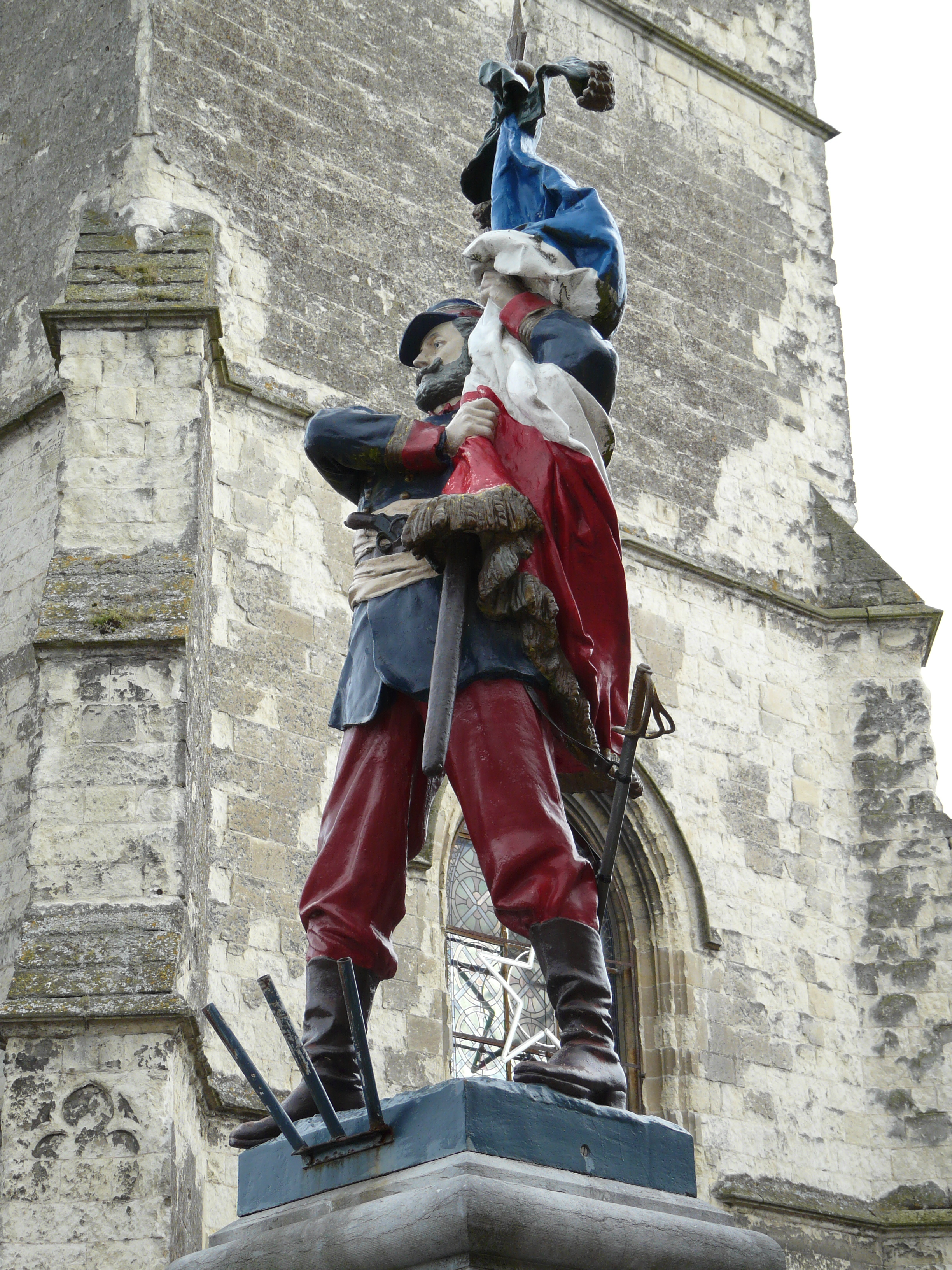
Le monument aux morts de la guerre de 1870.

Il a été dressé en 1913 à la faveur d'une souscription publique. Œuvre d'Aristide Croisy, il représente un soldat français de la guerre franco-allemande de 1870, revêtu de l'uniforme de l'époque, et commémore le seul soldat originaire de Quiévy tué dans cette guerre, le 27 novembre 1870 à Villers-Bretonneux.

### Église

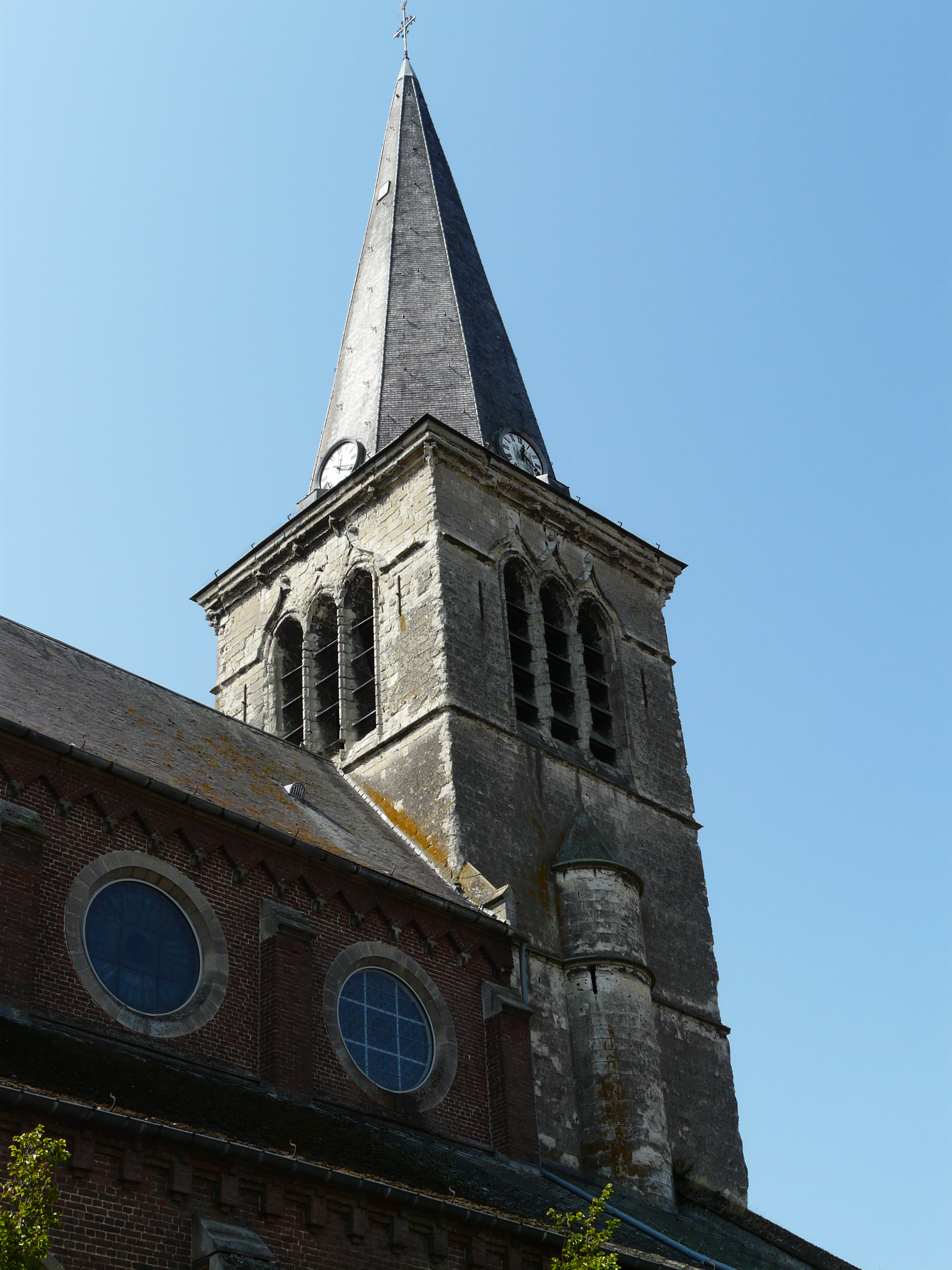
Le clocher de l'église.

De tout temps, le cœur du village s'est trouvé circonscrit dans le périmètre actuel des rues Jean Jaurès et Roger Salengro[réf. nécessaire].
L'emplacement de l'église n'a pas changé au cours des siècles. La date de la construction initiale n'est pas connue, on peut situer la première édification dans le courant de la première partie du Moyen Âge.
En effet, une charte de l'abbaye de Saint-Aubert nous révèle qu'à la fin de l'année 1173, Gilles, seigneur de Saint-Aubert, avec l'assentiment de sa femme Mathilde et de ses fils Gérard et Gilles, donna à l'église de Quiévy, où il avait élu sa sépulture, tout ce qu'il possédait dans la dîme de Naves et de Cagnoncles.
Son fils Gérard, parti en croisade, contesta à son retour de Jérusalem la donation faite par son père. Comme il avait d'abord donné son accord, il fut absous de la peine encourue par son opposition, à charge pour lui de se rendre chaque année à Quiévy, le jour anniversaire de la mort de son père.
Un acte dressé par Évrard, évêque de Tournai, en 1174, notifie la consécration faite en l'église de Quiévy, dédiée à Notre-Dame, et confirme le don fait à la dite église par Gilles de Saint-Aubert. En 1176, l'abbé de Saint-Sépulcre de Cambrai s'engagea  à établir trois chapelains dans cette église.

### Temple

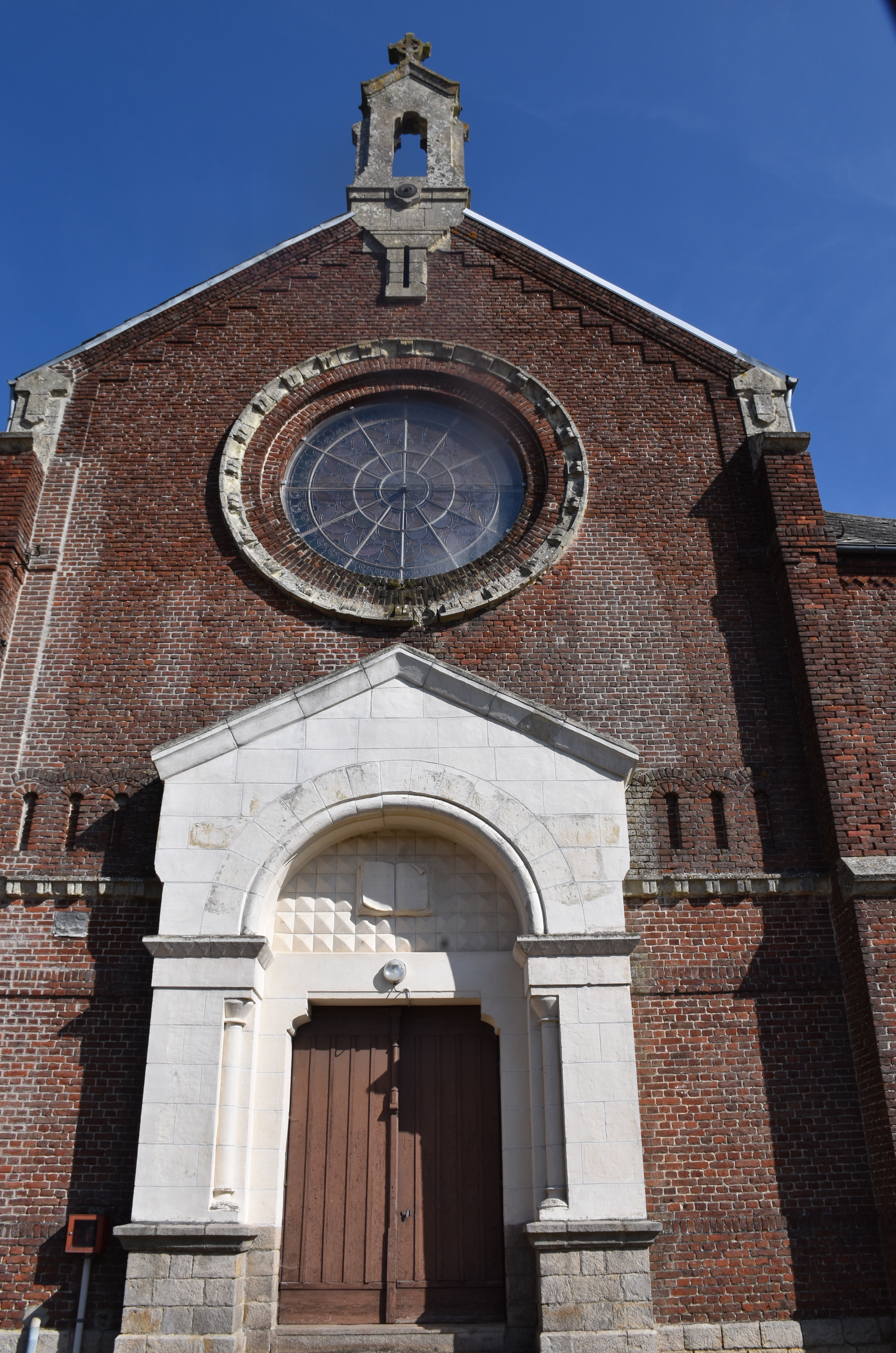
Le temple de Quiévy en 2025.

Il a été construit en briques, en 1858. C'est le temple le plus spacieux au nord de Paris,.
- Le cimetière militaire jouxtant le cimetière communal, route de Viesly.

## Personnalités liées à la commune
- Auguste Herbin, peintre.
- Geneviève Claisse, peintre.
- Yves Diény (1911-1944), médecin et résistant.
- Bernard Davoine (1941-2023), homme politique français.

## Pour approfondir